# Honschaft Altenbrück
Die Honschaft Altenbrück war im Mittelalter eine Honschaft des Kirchspiels Bensbergs im Amt Porz im Herzogtum Berg.
Zur Honschaft gehörten seinerzeit die Wohnplätze  Daubenbüchel, Großbuchholz, Hellenthal, Kleinbuchholz, Lehmbach, Mittelauel, Mitteleschbach, Oberauel, Röttgen, Unterauel und Untereschbach.
Später ging das Gebiet größtenteils im Unterkirchspiel Immekeppel bzw. in den Honschaften Bensberg und Eschbach auf.